# Epilobium wisconsinense
Epilobium wisconsinense är en dunörtsväxtart som beskrevs av Ugent. Epilobium wisconsinense ingår i släktet dunörter, och familjen dunörtsväxter. Inga underarter finns listade i Catalogue of Life.